# Konfliktaufstellung
Von Konfliktaufstellung wird gesprochen, wenn ein negativer Konflikt zum Ausgangsthema einer Systemaufstellung genommen wird. Werden Konflikte in politischen Systemen als Ausgangspunkt genommen und in Folge aufgestellt, werden diese als Politische Aufstellungen bezeichnet. Insbesondere auf Albrecht Mahr wird die Aufstellungsarbeit zur Konflikttransformation in/unter politischen Systemen zurückgeführt.
Zur Konfliktbearbeitung unter unterschiedlichen Volksgruppen in Afghanistan (Paschtunen und Tadschiken) wurde das Konzept der Konfliktaufstellung aufgegriffen und 2009 angewandt. Auf der Universität Innsbruck werden Politische Aufstellungen von Albrecht Mahr (seit 2005) im Rahmen der UNESCO Chair Peace Studies programme unterrichtet.